# Нгойе Акамаби, Наташа
Наташа Нгойе Акамаби (фр. Natacha Ngoye Akamabi; род. 15 августа 1993, Пуэнт-Нуар) — конголезская легкоатлетка, специалистка по бегу на короткие дистанции. Выступает за сборную Республики Конго по лёгкой атлетике с 2010 года, двукратная чемпионка Игр франкофонов, участница летних Олимпийских игр в Токио.

## Биография
Наташа Нгойе Акамаби родилась 15 августа 1993 года в городе Пуэнт-Нуар, Республика Конго.
Впервые заявила о себе на международном уровне в сезоне 2010 года, когда вошла в состав конголезской национальной сборной и выступила на чемпионате Африки в Найроби — стартовала на дистанциях 200 и 400 метров.
В 2011 году на Всеафриканских играх в Мапуту дошла до стадии полуфиналов в беге на 200 метров.
В 2012 году бежала 400 метров на чемпионате мира в помещении в Стамбуле и 200 метров на чемпионате Африки в Порто-Ново.
В 2013 году отметилась выступлением в дисциплине 400 метров на Играх франкофонов в Ницце.
На чемпионате Африки 2014 года в Марракеше выступала в беге на 200 и 400 метров, в первом случае дошла до полуфинала.
В 2015 году на домашних Африканских играх в Браззавиле стала пятой на дистанции 200 метров и в эстафете 4 × 400 метров, тогда как в индивидуальном беге на 400 метров остановилась на предварительном квалификационном этапе.
На чемпионате Африки 2016 года в Дурбане дошла до полуфинала в дисциплине 200 метров.
В 2017 году на Играх франкофонов в Абиджане одержала победу в дисциплинах 100 и 200 метров, вместе с соотечественницами заняла четвёртое место в зачёте эстафеты 4 × 100 метров.
На чемпионате Африки 2018 года в Асабе дошла до полуфинала в беге на 100 метров и стала шестой в беге на 200 метров.
В 2019 году на Африканских играх в Рабате была пятой на дистанциях 100 и 200 метров, принимала участие в чемпионате мира в Дохе.
Благодаря череде удачных выступлений удостоилась права защищать честь страны на летних Олимпийских играх в Токио — в программе бега на 100 метров благополучно преодолела предварительный квалификационный этап, проводившийся среди приглашённых спортсменов, не выполнивших олимпийский квалификационный норматив, однако в следующем забеге финишировала шестой и выбыла из борьбы за медали. Являлась знаменосцем конголезской делегации на церемонии открытия Игр.
В 2022 году на чемпионате Африки в Сен-Пьере заняла восьмое место в дисциплине 200 метров.